# Yvonne Bryceland
Yvonne Bryceland, née le 18 novembre 1925, morte le 13 janvier 1992, est une actrice sud-africaine. Elle a notamment interprété sur scène plusieurs des œuvres de Athol Fugard, et est connue également par son engagement contre l'apartheid.

## Biographie
Elle est née Yvonne Heilbuth dans la ville du Cap, en Afrique du Sud, fille d'un contremaître des chemins de fer,.
Après ses études, elle travaille comme  bibliothécaire pour le journal  Cape Argus. Son premier mari est un immigrant en provenance d'Angleterre nommé Danny Bryceland, un commercial de l'immobilier. La relation devient violente, et ils divorcent en 1960,. Ils ont  trois filles , Colleen, Melanie, et Mavourneen.
Elle commence une activité théâtrale  dans Stage Door [Pension d'artistes] en 1947, et effectue d'autres expériences sur les planches. Elle joue notamment en tant qu'amatrice au Barn Théâtre de Constantia, fondé par David Bloomberg, qui est devenu ultérieurement le maire de la ville du Cap . Puis elle fait de cette activité son métier et  devient actrice, embauchée par le Cape Performing Arts Board en 1964. En 1969, Yvonne Bryceland effectue la première de Boesman et Lena d'Athol Fugard (la version filmée suit en 1974). La pièce met en scène un couple noir dépossédé qui erre le long d'une rivière à la recherche d'un abri temporaire et d'un réconfort spirituel. Son interprétation des œuvres d'Athol Fugard est remarquée.
Décrit comme la première dame du théâtre sud-africain dans les années 1970, Yvonne Bryceland est une artiste engagée qui, en 1972, défie la ségrégation raciale avec son second mari, Brian Astbury, en fondant le Space Theatre, jouant devant un public mixte sans distinction raciale. C'est le premier théâtre non ségrégationniste du pays.
En 1978, jugeant la censure et la répression insoutenables, elle quitte avec son mari l'Afrique du Sud, et gagne l'Angleterre. Elle rejoint le Royal National Theatre , et fait ses débuts pour cet établissement dans The Woman d'Edward Bond. « Je ne peux plus vivre en Afrique du Sud », indique-t-elle, « parce que chaque fois que j'y vais, je vois que rien ne change ». Elle enchaîne ensuite les interprétations, dont des classiques tels que Mère Courage de Bertolt Brecht, et reste huit ans dans ce théâtre. Elle reçoit en 1985 le Laurence Olivier Award de la Meilleure Actrice  pour sa performance dans The Road to Mecca [La Route vers La Mecque].
Cette pièce se déroule dans le salon et chambre à coucher de Miss Helen, une artiste septuagénaire habitant un petit village situé au cœur du désert du Karoo en Afrique du Sud. Elle vit dans une propriété au jardin excentrique et déconcertant par ses sculptures évoquant un voyage de rêve à La Mecque. Les habitants du village veulent placer cette originale dans une maison de retraite située à une centaine de kilomètres de là. Mais Miss Helen reçoit la visite d'une jeune amie, Elsa, une institutrice engagée contre l'apartheid, venue du Cap, à environ 1000 km, pour la soutenir, après avoir reçu un courrier désespéré de la vieille dame. 
Le pasteur  du village, porte-parole de la communauté villageoise, doit également venir dans la soirée rechercher le formulaire d'inscription signé.
C'est une pièce sur l'aboutissement d'une vie consacrée à l'art, sur la solitude qui peut être induite par l'intégrité d'une démarche et le non-conformisme, sur l'engagement, sur le doute, et, indirectement, sur l'apartheid au sein d'une communauté, même si la tension est entre une communauté afrikaner et un de ses propres membres,.
En 1985, toujours, Athol Fugard tente de monter The Road to Mecca  à New York, mais le syndicat américain des artistes,The Actors' Equity Association (AEA), refuse d'accorder à Yvonne Bryceland l'autorisation de l’interpréter à Broadway, au motif qu'elle n'est pas une «star internationale», et donc qu'elle n'a pas à être préféré à une actrice américaine. Elle interprète le rôle en 1987  au Festival des deux mondes. Pour le Chicago Tribune, « la performance de Bryceland est phénoménale par la variété d’émotions interprétées ». En juillet 1987, l'AEA cède et donne son autorisation à Yvonne Bryceland. En 1988, la pièce est présentée à New York au Promenade Theater, dans le off-Broadway, Yvonne Bryceland jouant Elsa, avec Athol Fugard dans le rôle du pasteur et Amy Irving dans le rôle de Miss Helen. Elle reçoit un Obie Award pour sa performance, ainsi qu'un Theatre World Award. En 1989, Yvonne Bryceland reprend le rôle de Miss Helen aux côtés d'Athol Fugard au Eisenhower Theater (au John F. Kennedy Center for the Performing Arts à Washington),  Kathy Bates jouant le rôle d'Elsa, un rôle qu'elle interprète également dans la version filmée.
Yvonne Bryceland meurt des complications d'un cancer en 1992, à l'âge de 66 ans à Londres, Royaume-Uni .

## Théâtre
- People Are Living There (1969) – Millie
- Boesman and Lena (1971) – Lena
- Orestes (1971) – Clytemnestra
- Statements After an Arrest Under the Immorality Act (1972)
- Dimetos (1976) (avec Paul Scofield and Ben Kingsley)
- Franz Grillparzer's Medea (1977),  traduit par Barney Simon
- Hello and Goodbye (1978)
- The Woman (1978) – Hecuba
- Richard III (1979) – La reine Margaret
- Othello (1980) Emilia
- Dario Fo et Franca Rame (1981) One Woman Plays :

Waking up; A Woman Alone; The Same Old Story; Medea
- Coriolanus (1984) – Volumnia[5]
- The Road to Mecca (1985) – Miss Helen Martins / Elsa
- The Wild Duck – Gina Ekdal
- Mrs. Warren's Profession – le rôle-titre
- The Glass Menagerie – Amanda Wingfield

## Filmographie
- Boesman and Lena (1972)
- Stealing Heaven (1988) : Baronne Lamarck
- Johnny Handsome (1989) : Sister Luke
- The Road to Mecca (1991) : Miss Helen[15]

## Prix
- L'ordre de Ikhamanga en argent lui est décernée à titre posthume pour ses réalisations en art dramatique
- Fleur du Cap Theatre Awards de la Meilleure Actrice, 1966, 1969 et 1973
- Laurence Olivier Award de la Meilleure Actrice en 1985
- Obie Award pour l'excellence de la performance par une actrice 1988
- Theatre World Award 1988